# Gösta Ståhle

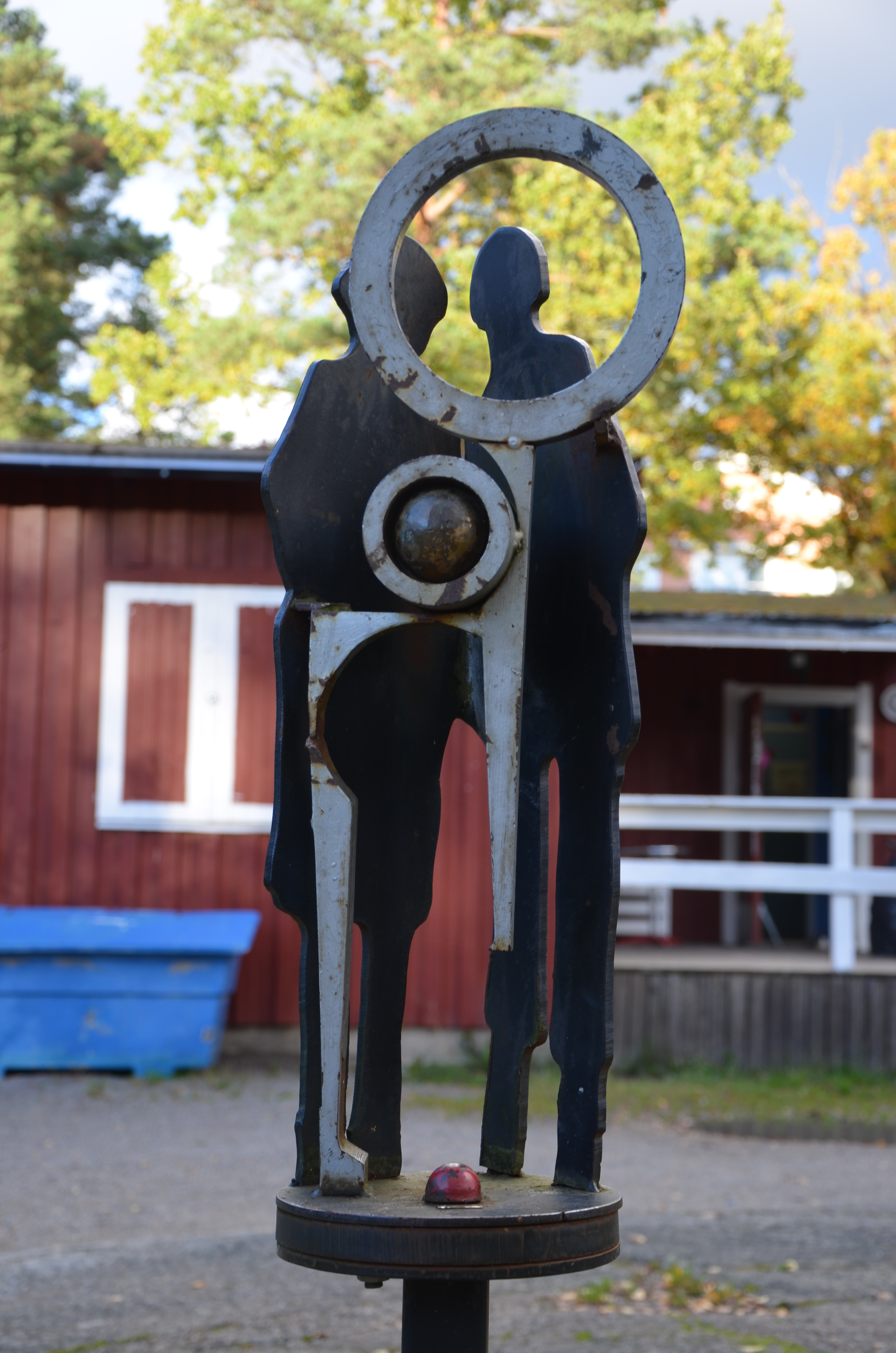
Vardagskärlek i Stockholm

Gösta Arnold Ståhle, född 1928 i Kalix, död 2000 i Sundsvall, var en svensk skulptör, målare och formgivare.
Gösta Ståhle utbildade sig för smides- och svetsmästarna L. Johansson och A. Andersson i Piteå 1943-45. 

## Offentliga verk i urval
- Vardagskärlek, 2002, Parkleken Kristallen, Sulvägen 22 i Solberga i Stockholm